# Petit Le Mans 1999

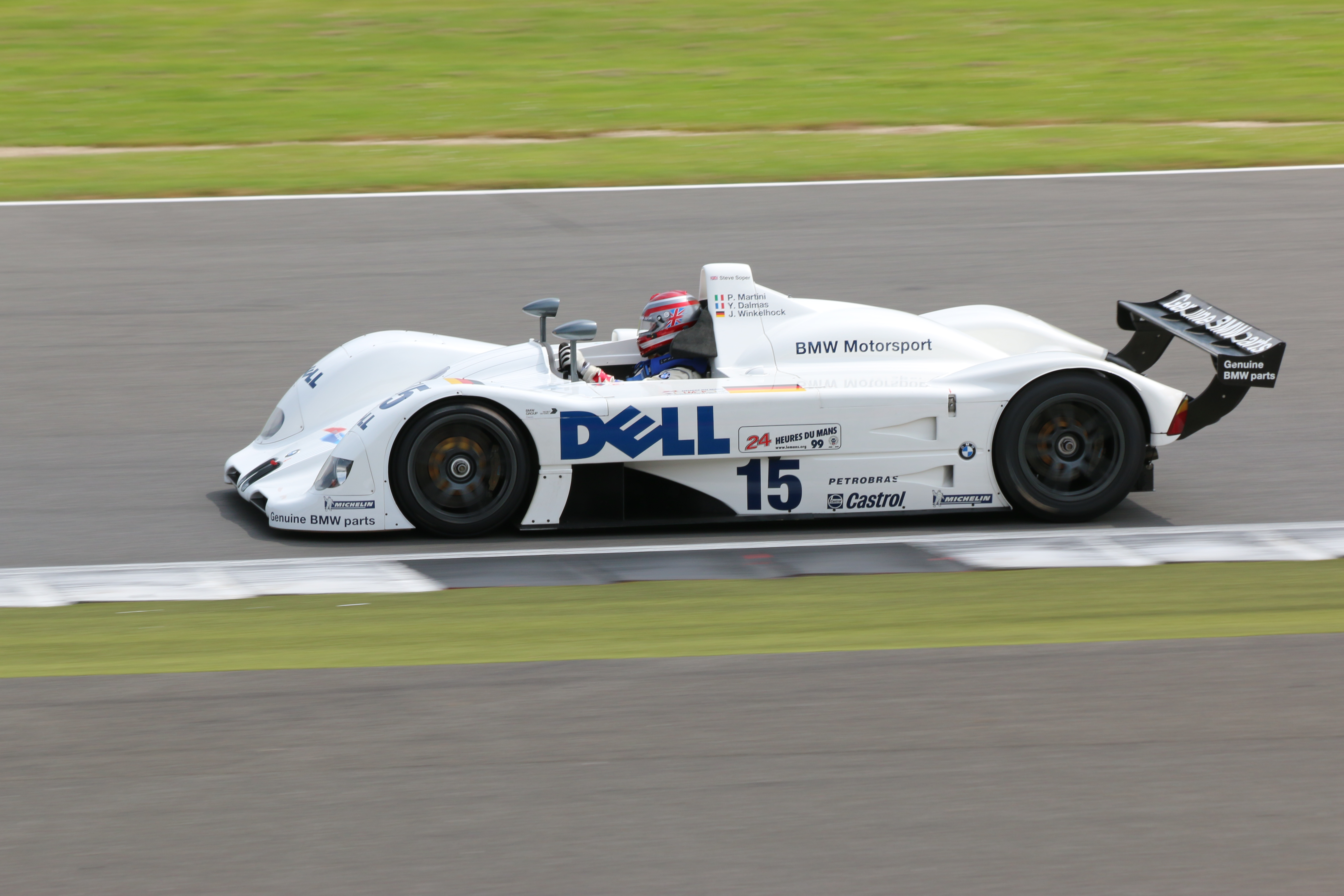
In Road Atlanta mussten sich die BMW V12 LMR den Werks-Panoz geschlagen geben

Das zweite Petit Le Mans, auch 1999 Petit Le Mans, 1000 Miles at Road Atlanta, Road Atlanta, fand am 18. September 1999 in Road Atlanta statt und war der sechste Wertungslauf der American Le Mans Series dieses Jahres.

## Das Rennen
Die großen Favoriten auf den Gesamtsieg beim zweiten Petit Le Mans waren die Werkswagen von BMW. Eingesetzt von Schnitzer Motorsport, waren die BMW V12 LMR bei zwei der bedeutendsten Sportwagenrennen der Saison siegreich geblieben. Beim 12-Stunden-Rennen von Sebring siegten JJ Lehto, Jörg Müller und Tom Kristensen. Beim ausfallreichen 24-Stunden-Rennen von Le Mans gewann der BMW mit der Startnummer 15, gefahren von Joachim Winkelhock, Pierluigi Martini und Yannick Dalmas.
In Road Atlanta bildeten Lehto und Müller ein Zweifahrerteam. Um die bei den Fahrerwechseln entstehende Zeit zu sparen, wurde auf einen dritten Fahrer verzichtet. Den zweiten Werks-BMW fuhren Steve Soper, Bill Auberlen und Joachim Winkelhock. Stärkste Konkurrenz erwuchs den BMW von den Werks-Panoz LMP-1 Roadster S. Die beiden Dreierteams bestanden aus David Brabham, Éric Bernard und Andy Wallace sowie Jan Magnussen, Johnny O’Connell und Memo Gidley.
Über die gesamte Zeit gab es einen engen Rennverlauf zwischen dem BMW mit der Nummer 42 und dem Panoz mit der Nummer 1. Fast ständig waren die beiden Wagen nur durch wenige Sekunden getrennt. Entschieden wurde das Rennen durch einen Fahrfehler von Jörg Müller, der sich in der Schlussphase drehte und an die dritte Stelle zurückfiel. Brabham, Bernard und Wallace gewannen mit einer Runde Vorsprung auf den zweiten BMW von Soper, Auberlen und Winkelhock.

## Ergebnisse

### Schlussklassement
| 1               | LMP | 1  | Panoz Motor Sports             | David Brabham Éric Bernard Andy Wallace                  | Panoz LMP-1 Roadster S  | 394 |
| 2               | LMP | 43 | BMW Motorsport                 | Bill Auberlen Joachim Winkelhock Steve Soper             | BMW V12 LMR             | 393 |
| 3               | LMP | 42 | BMW Motorsport                 | JJ Lehto Jörg Müller                                     | BMW V12 LMR             | 393 |
| 4               | LMP | 20 | Dyson Racing                   | Butch Leitzinger Elliott Forbes-Robinson James Weaver    | Riley & Scott Mk III    | 384 |
| 5               | LMP | 2  | Panoz Motor Sports             | Jan Magnussen Johnny O’Connell Memo Gidley               | Panoz LMP-1 Roadster S  | 383 |
| 6               | LMP | 0  | Team Rafanelli SRL             | Domenico Schiattarella Eric van de Poele Tomáš Enge      | Riley & Scott Mk III    | 377 |
| 7               | LMP | 38 | Champion Racing                | Allan McNish Ralf Kelleners Bob Wollek                   | Porsche 911 GT1 Evo     | 372 |
| 8               | LMP | 27 | Doran Lista Racing             | Didier Theys Fredy Lienhard Stanley Dickens              | Ferrari 333SP           | 369 |
| 9               | GTS | 91 | Dodge Viper Team Oreca         | Olivier Beretta Karl Wendlinger Marc Duez                | Dodge Viper GTS-R       | 357 |
| 10              | GTS | 92 | Dodge Viper Team Oreca         | Tommy Archer David Donohue Jean-Philippe Belloc          | Dodge Viper GTS-R       | 357 |
| 11              | LMP | 13 | J&P Motorsports                | Klaus Graf Jan Lammers Franz Konrad                      | Panoz LMP-1 Roadster S  | 355 |
| 12              | GTS | 93 | Dodge Viper Team Oreca         | Ni Amorim Justin Bell Emmanuel Clérico                   | Dodge Viper GTS-R       | 354 |
| 13              | GTS | 4  | Corvette Racing                | Andy Pilgrim Kelly Collins Scott Sharp                   | Chevrolet Corvette C5-R | 349 |
| 14              | GTS | 3  | Corvette Racing                | Ron Fellows Chris Kneifel John Paul junior               | Chevrolet Corvette C5-R | 347 |
| 15              | GT  | 23 | Manthey Racing                 | Dirk Müller Sascha Maassen Cort Wagner                   | Porsche 996 GT3-R       | 347 |
| 16              | GT  | 6  | Prototype Technology Group     | Boris Said III Hans-Joachim Stuck                        | BMW M3                  | 344 |
| 17              | LMP | 63 | Downing Atlanta                | Franck Fréon Jim Downing Howard Katz                     | Kudzu DLY               | 344 |
| 18              | GT  | 7  | Prototype Technology Group     | Brian Cunningham Brian Simo Peter Cunningham             | BMW M3                  | 339 |
| 19              | GT  | 10 | Prototype Technology Group     | Darren Law Johannes van Overbeek Mark Simo               | BMW M3                  | 339 |
| 20              | GT  | 17 | Contemporary Motorsports       | Bruno Lambert Mike Conte                                 | Porsche 911 Carrera RSR | 332 |
| 21              | GT  | 03 | Reiser Callas Rennsport        | Craig Stanton Joel Reiser Grady Willingham               | Porsche 911 Carrera RSR | 320 |
| 22              | GTS | 83 | Chiefie Motorsports            | Joe Foster Zak Brown Michael Schrom Stephen Earle        | Porsche 911 GT2         | 319 |
| 23              | GT  | 07 | G&W Motorsports                | Chris Hall Danny Marshall Steve Marshall Cindi Lux       | Porsche 911 Carrera RSR | 316 |
| 24              | LMP | 62 | Downing Atlanta                | Rich Grupp Barry Waddell Dennis Spencer                  | Kudzu DLM               | 313 |
| 25              | GTS | 08 | Roock Motorsport North America | Claudia Hürtgen Hubert Haupt André Ahrlé                 | Porsche 911 GT2         | 312 |
| 26              | GT  | 25 | RWS Motorsport                 | Patrick Huisman Luca Riccitelli Hans-Jörg Hofer          | Porsche 911 GT3-R       | 305 |
| 27              | GT  | 49 | Freisinger Motorsport          | Lance Stewart Yukihiro Hane                              | Porsche 911 GT2         | 302 |
| 28              | GTS | 55 | Saleen-Allen Speedlab          | Terry Borcheller Ron Johnson Shane Lewis                 | Saleen SR               | 291 |
| 29              | LMP | 31 | Nygmatech Motorsports          | Tony Kester Dave Dullum Kurt Baumann                     | Riley & Scott Mk III    | 279 |
| 30              | LMP | 29 | Intersport Racing              | Tim Hubman Vic Rice John Mirro                           | Riley & Scott Mk III    | 272 |
| 31              | GT  | 96 | Freisinger Motorsport          | John Heinricy Dave White Charles Coker                   | Porsche 996 Supercup    | 252 |
| Ausgefallen     |     |    |                                |                                                          |                         |     |
| 32              | LMP | 8  | Transatlantic Racing           | Scott Schubot Henry Camferdam Rick Sutherland            | Riley & Scott Mk III    | 322 |
| 33              | GT  | 76 | Team ARE                       | Simon Sobrero Angelo Cilli Geoff Auberlen                | Porsche 993 Carrera RSR | 243 |
| 34              | LMP | 36 | Doran Matthews Racing          | Stefan Johansson Jim Matthews Scott Dixon                | Ferrari 333SP           | 225 |
| 35              | GTS | 48 | Freisinger Motorsport          | Wolfgang Kaufmann Michel Ligonnet                        | Porsche 911 GT2         | 223 |
| 36              | GTS | 19 | Chamberlain Motorsport         | Didier Defourny Hans Hugenholtz Junior Seiji Ara         | Dodge Viper GTS-R       | 222 |
| 37              | GTS | 61 | Konrad Motorsport              | Michel Neugarten Charles Slater Tom McGlynn              | Porsche 911 GT2         | 214 |
| 38              | LMP | 75 | DAMS                           | Jean-Marc Gounon Christophe Tinseau Franck Montagny      | Lola B98/10             | 206 |
| 39              | LMP | 28 | Intersport Racing              | Jon Field Ryan Jones Niclas Jönsson                      | Lola B98/10             | 188 |
| 40              | LMP | 11 | Doyle-Risi Racing              | Max Angelelli Didier de Radiguès Xavier Pompidou         | Ferrari 333SP           | 187 |
| 41              | LMP | 12 | Doyle-Risi Racing              | Wayne Taylor Alex Caffi Andrea Montermini                | Ferrari 333SP           | 172 |
| 42              | GT  | 73 | Auto Sport South Racing        | Brady Refenning Allan Ziegelman Kevin Wheeler Paulo Lima | Porsche 911 Carrera RSR | 165 |
| 43              | GT  | 70 | Alegra Motorsports             | Scooter Gabel Carlos DeQuesada                           | Porsche 911 Carrera RSR | 157 |
| 44              | GT  | 02 | Reiser Callas Rennsport        | Johnny Mowlem David Murry Hurley Haywood                 | Porsche 911 Carrera RSR | 147 |
| 45              | LMP | 74 | Robinson Racing                | Jack Baldwin George Robinson Irv Hoerr                   | Riley & Scott Mk III    | 118 |
| 46              | GTS | 56 | Martin Snow Racing             | Martin Snow Larry Schumacher John O’Steen                | Porsche 911 GT2         | 115 |
| 47              | GT  | 22 | Alex Job Racing                | Mike Fitzgerald Darryl Havens Randy Pobst                | Porsche 911 Carrera RSR | 113 |
| 48              | LMP | 95 | TRV Motorsport                 | Jeret Schroeder Tom Volk Lyn St. James                   | Riley & Scott Mk III    | 66  |
| 49              | GT  | 64 | Spencer Pumpelly Racing        | Spencer Pumpelly Jack Lewis Kurt Mathewson               | Porsche 911 Carrera RSR | 7   |
| Nicht gestartet |     |    |                                |                                                          |                         |     |
| 50              | LMP | 06 | Multimatic Motorsports         | Scott Maxwell Harri Toivonen                             | Lola B98/10             | 1   |
| 51              | GT  | 84 | Specter Werkes Sports Inc.     | Jeff Nowicki John Heinricy                               | Chevrolet Corvette C5-R | 2   |

1 nicht gestartet
2 Fahrzeug nicht homologiert

### Nur in der Meldeliste
Hier finden sich Teams, Fahrer und Fahrzeuge, die ursprünglich für das Rennen gemeldet waren, aber aus den unterschiedlichsten Gründen daran nicht teilnahmen. 
| Pos. | Klasse | Nr. | Team                           | Fahrer                     | Chassis             |
| ---- | ------ | --- | ------------------------------ | -------------------------- | ------------------- |
| 52   | GTS    | 04  | J Motorsports                  | John Morton John Graham    | Porsche 911 GT2     |
| 53   | GTS    | 09  | Roock Motorsport North America | André Ahrlé Hubert Haupt   | Porsche 911 GT2     |
| 54   | LMP    | 18  | Dollahite Racing               | Mike Davies Bill Dollahite | Ferrari 333SP       |
| 55   | LMP    | 26  | Price & Bscher                 | Pedro Lamy Thomas Bscher   | BMW V12 LM          |
| 56   | GT     | 40  | Team PRC                       | Scott Peeler Mike Doolin   | Porsche 996 GT3 Cup |
| 57   | LMP    | 66  | Konrad Motorsport              | Jan Lammers Mike Hezemans  | Lola B98/10         |

### Klassensieger
| Klasse | Fahrer          | Fahrer          | Fahrer       | Fahrzeug             | Platzierung im Gesamtklassement |
| ------ | --------------- | --------------- | ------------ | -------------------- | ------------------------------- |
| LMP    | Éric Bernard    | David Brabham   | Andy Wallace | Panoz LMP-1 Roadster | Gesamtsieg                      |
| GTS    | Olivier Beretta | Karl Wendlinger | Marc Duez    | Dodge Viper GTS-R    | Rang 9                          |
| GT     | Dirk Müller     | Sascha Maassen  | Cort Wagner  | Porsche 996 GT3-R    | Rang 15                         |

### Renndaten
- Gemeldet: 57
- Gestartet: 49
- Gewertet: 31
- Rennklassen: 3
- Zuschauer: unbekannt
- Wetter am Renntag: warm und trocken
- Streckenlänge: 4,088 km
- Fahrzeit des Siegerteams: 8:56:31,991 Stunden
- Gesamtrunden des Siegerteams: 394
- Gesamtdistanz des Siegerteams: 1610,567 km
- Siegerschnitt: 180,108 km/h
- Pole Position: David Brabham – Panoz LMP-1 Roadster S (#1) - 1:10,873 = 207,636 km/h
- Schnellste Rennrunde: JJ Lehto – BMW V12 LMR (#42) – 1:12,853 = 202,549 km/h
- Rennserie: 6. Lauf zur ALMS-Saison 1999